# Future Crew

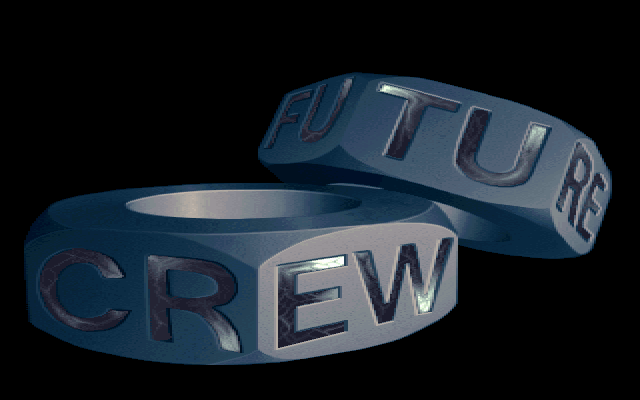
Logo de Future Crew issue de leur célèbre démo Second Reality

Future Crew est un groupe de codeurs et d'artistes finlandais ayant réalisé des demos et des logiciels sur PC, et principalement actif entre 1992 et 1994.

## Historique
Le groupe est fondé en 1986 par Psi pour Commodore 64, afin de se déplacer sur la scène démo PC en 1988 ; il inclut plusieurs autres membres au fil du temps.
Parmi les démos les plus notables produites par Future Crew, on peut citer Unreal (publiée lors de l'Assembly en 1992), Panic (The Party en 1992) et Second Reality (Assembly en 1993). Second Reality est considérée comme l'une des démos PC les plus influentes. Future Crew est également créateur de l'éditeur de MOD Scream Tracker, inspiré par Soundtracker sur Amiga, ainsi que de l'éditeur de son Advanced DigiPlayer,,.
Future Crew est coorganisateur de la première Assembly en 1992 et continue à l'organiser jusqu'en 1995. Le groupe met ensuite en place la compagnie ASSEMBLY Organizing afin de continuer l'organisation de l'événement.
Le groupe ne publie plus rien après la sortie de Scream Tracker 3 en décembre 1994. Bien que jamais officiellement dissous, ses membres prennent des chemins différents dans la deuxième moitié des années 1990. Des compagnies comme Futuremark, Remedy, Bugbear Entertainment et  Bitboys ont été créées, en totalité ou en partie, par des anciens membres de Future Crew.

## Membres
Lors de la sortie de Second Reality, le groupe est constitué des personnes suivantes :
- GORE (Samuli Syvähuoko) : organisateur ;
- Psi (Sami Tammilehto) : codeur ;
- Trug (Mika Tuomi) : codeur ;
- Wildfire (Arto Vuori) : codeur ;
- Purple Motion (Jonne Valtonen) : musicien ;
- Skaven (Peter Hajba) : musicien et graphiste ;
- Marvel (Aki Määttä) : artiste, graphiste ;
- Pixel (Mikko Iho) : artiste, graphiste ;
- Abyss (Jussi Laakkonen) : coordinateur du BBS et relations publiques ;
- Henchman (Markus Mäki) : opérateur du BBS ;
- Jake (Jarkko Heinonen) : relations publiques internet.

## Réalisations
- Démos :
  - 1988 : GR8
  - 1989 : YO!
  - 1991 : Mental Surgery
  - 1992 : Unreal (1re à l'Assembly 92)
  - 1992 : Panic (2e à The Party 92)
  - 1993 : Second Reality (1re à l'Assembly 93)
  - 1994 : Soppa (démo 64k)

- Intros :
  - 1993 : Bussimatkaintro (intro)

- Slideshows :
  - 1990 : Slideshow I

- Invitations :
- 1992 : Assembly '92 Invitation, ou Fishtro
- 1992 : The Party 92 Invite
- 1993 : Assembly '93 Invitation
- 1994 : Assembly '94 Pre-invitation
- 1994 : Assembly '94 Invitation

- BBStro :
  - 1992 : Starport BBStro (1992, BBStro)
  - 1993 : Starport BBS Add 2

- Diskmags :
  - 1993 : Worldcharts #01

- Music disks :
  - 1993 : Journey 1
  - 1993 : Journey 2
  - 1994 : Chaotic Mind
  - 2011 : Metropolis

- Outils :
  - 1990 : Scream Tracker 2
  - 1994 : Scream Tracker 3

Remedy Entertainment, compagnie fondée entre autres par quatre anciens membres de Future Crew, a créé un benchmark 3D nommé Final Reality (présenté à l'Assembly en 1997). Le groupe Smash Designs a présenté en 1997 à The Party un remake de Second Reality pour Commodore 64 intitulé Second Reality 64.